# Saint-Pardoux-Corbier
Saint-Pardoux-Corbier – miejscowość i gmina we Francji, w regionie Nowa Akwitania, w departamencie Corrèze.
Według danych na rok 1990 gminę zamieszkiwały 374 osoby, a gęstość zaludnienia wynosiła 21 osób/km² (wśród 747 gmin Limousin Saint-Pardoux-Corbier plasuje się na 310. miejscu pod względem liczby ludności, natomiast pod względem powierzchni na miejscu 387.).